# Egységgyök
A matematikában n-edik komplex egységgyökök azok a z komplex számok, melyekre igaz, hogy
{\displaystyle z^{n}=1,\,}
ahol n = 1,2,3,… egy pozitív egész szám.
Egy n-edik egységgyök primitív egységgyök, ha a rendje n.

## Komplex egységgyökök
A komplex számok {\displaystyle \mathbb {C} } testében az n-edik egységgyökök pontosan az
{\displaystyle \exp \left({2\pi \mathrm {i} k \over n}\right),\quad k=0,1,\ldots ,n-1}
alakú számok.
Legyen {\displaystyle \varepsilon _{n}=\exp \left({2\pi \mathrm {i}  \over n}\right)}. Ekkor az n-edik egységgyökök alakja:
{\displaystyle 1,\varepsilon _{n},\varepsilon _{n}^{2},\dots ,\varepsilon _{n}^{n-1}}.
Ha nyilvánvaló, hogy hányadik egységgyökökről van szó, akkor sokszor elhagyják az alsó indexet.
{\displaystyle \omega } n-edik primitív egységgyök, ha n-edik hatványa 1, de semmilyen kisebb kitevős hatványa nem az. Az egyik primitív egységgyök
{\displaystyle \varepsilon _{n}=\exp \left({2\pi \mathrm {i}  \over n}\right)}.
A további primitív egységgyökök {\displaystyle \varepsilon _{n}} n-hez relatív prímkitevős hatványai.
Az n-edik egységgyökök száma n, a primitív n-edik egységgyököké {\displaystyle \phi (n)}.
A körosztási testek {\displaystyle \mathbb {Q} } bővítései, amelyek tartalmazzák az egységgyököket: az n-edik körosztási test az n-edik egységgyököket.

### Az egységgyökök összege
Ha {\displaystyle \varepsilon } n-edik egységgyök, akkor: {\displaystyle 1+\varepsilon +\varepsilon ^{2}+\dots +\varepsilon ^{n-1}={\begin{cases}1,&\mathrm {ha} \ n=1\\0,&\mathrm {ha} \ n\not =1.\end{cases}}}
Ez a mértani sorozatok összegzési képletéből következik.

### Mértani helyük a komplex számsíkon
A komplex egységgyökök annak az egységkörbe írt szabályos n-szögnek a csúcsaiban vannak, amelynek egyik csúcsa az 1.
Így a {\displaystyle \varepsilon _{n}^{k}=x_{k}+\mathrm {i} \,y_{k}} egységgyök valós és képzetes része ezeknek a csúcsoknak a koordinátái, vagyis {\displaystyle k=0,1,\dots ,n-1}-re
{\displaystyle x_{k}=\cos(2\pi k/n)=\cos(360^{\circ }\cdot k/n)}    és   {\displaystyle y_{k}=\sin(2\pi k/n)=\sin(360^{\circ }\cdot k/n)}.

### Példák
A második egységgyökök: 1 és −1.
A harmadik egységgyökök:  {\displaystyle \varepsilon _{1}=-{\frac {1}{2}}+{\frac {\mathrm {i} }{2}}{\sqrt {3}},\quad \varepsilon _{2}=-{\frac {1}{2}}-{\frac {\mathrm {i} }{2}}{\sqrt {3}},\quad \varepsilon _{3}=1};
A negyedik egységgyökök alakja ismét egyszerűbb: : {\displaystyle \varepsilon _{1}=\mathrm {i} ,\quad \varepsilon _{2}=-1,\quad \varepsilon _{3}=-\mathrm {i} ,\quad \varepsilon _{4}=1},

#### Az ötödik egységgyökök
A {\displaystyle 0=1+\varepsilon +\varepsilon ^{2}+\varepsilon ^{3}+\varepsilon ^{4}} egyenlőség alapján
{\displaystyle 0={\frac {1}{\varepsilon ^{2}}}+{\frac {1}{\varepsilon }}+1+\varepsilon +\varepsilon ^{2}=\left({\varepsilon }+{\frac {1}{\varepsilon }}\right)^{2}+\left({\varepsilon }+{\frac {1}{\varepsilon }}\right)-1=w^{2}+w-1}
ahol {\displaystyle w=\varepsilon +{\frac {1}{\varepsilon }}=\varepsilon +\varepsilon ^{4}=2\cos(72^{\circ })}.
Ezt a negyedfokú egyenletet megoldva {\displaystyle w=-{\frac {1}{2}}\pm {\sqrt {\frac {5}{4}}}} adódik. Mivel a {\displaystyle 72^{\circ }} szög az 1. negyedben fekszik, azért {\displaystyle w} pozitív, és így {\displaystyle \cos(72^{\circ })={\frac {{\sqrt {5}}-1}{4}}}. A valós rész ez alapján nyilvánvaló; a képzetes rész Pitagorasz-tétellel adódik.

## Körosztási polinom
Az n-edik primitív egységgyökök az n-edik körosztási polinom gyökei. A körosztási polinom megkapható a következőképpen:
Gyűjtsük össze azokat az {\displaystyle x^{k}-1} alakú polinomokat, ahol k < n osztója n-nek. Vegyük ezek {\displaystyle g_{n}} legkisebb közös többszörösét. Ekkor van egy {\displaystyle f_{n}} polinom, amit {\displaystyle g_{n}}-nel szorozva {\displaystyle x^{n}-1}-et kapunk. Ez az {\displaystyle f_{n}} polinom az n-edik körosztási polinom. Ezen az úton absztrakt testekhez, sőt gyűrűkhöz is definiálható körosztási polinom azokra az n-ekre, amelyek nem oszthatók a test (gyűrű) karakterisztikájával. Az absztrakt körosztási polinomok nem feltétlenül irreducibilisek, de a racionális számok teste fölöttiek igen.

## Egységgyökök absztrakt értelmezése
Legyen {\displaystyle R} egységelemes kommutatív gyűrű, és {\displaystyle n\geq 1} természetes szám. Egy {\displaystyle \zeta \in R} egységgyök, ha eleget tesz a következő, egymással ekvivalens definíciónak:
- {\displaystyle \zeta ^{n}=1};
- {\displaystyle \zeta } a {\displaystyle X^{n}-1} polinom gyöke.

Az n-edik {\displaystyle R}-beli egységgyökök részcsoportot alkotnak a gyűrű multiplikatív csoportjában.

### Testekben
A {\displaystyle K} testben az n-edik egységgyökök ciklikus részcsoportot alkotnak. Számuk mindig osztója n-nek. Ha egyenlő vele, akkor a test tartalmazza az n-edik egységgyököket. Ekkor a primitív egységgyökök egyike generálja az n-edik egységgyökök ciklikus részcsoportját. Az n-edik primitív egységgyökök a fenti előállítás szerinti körosztási polinom gyökei.